# Оксид-ацетат меди(II)
Оксид-ацетат меди(II) — неорганическое соединение,
кристаллогидрат осно́вной соли меди и уксусной кислоты с формулой Cu(CH3COO)2•CuO•6H2O,
сине-зелёные кристаллы,
слабо растворяется в воде.

## Получение
- Растворение меди или её оксида, гидроксида или карбоната в уксусной кислоте в присутствии воздуха.

## Физические свойства
Оксид-ацетат меди(II) образует сине-зелёные кристаллы.
Слабо растворяется в воде и этаноле.
Также образует кристаллогидраты другого состава 2Cu(CH3COO)2•CuO•xH2O.

## Применение
- Пигмент.
- Компонент гальванических ванн для окраски олова.
- Протрава при крашении тканей.
- Пестицид.